# Abbatiale Saint-Pierre-et-Saint-Paul de Neuwiller-lès-Saverne
Pour les articles homonymes, voir Abbatiale Saint-Pierre-et-Saint-Paul.
L'abbatiale Saint-Pierre-et-Saint-Paul se situe dans la commune française de Neuwiller-lès-Saverne, dans le département du Bas-Rhin.
L'église fait l’objet d’un classement au titre des monuments historiques par la liste de 1840.

## Histoire
On attribue la création de l'abbatiale bénédictine à l'évêque Sigebaud de Metz en 723 ou à saint Pirmin.

## Architecture, sculpture et tapisserie
L'église abbatiale représente, grâce à sa grande diversité de styles (roman, roman de transition, gothique, baroque), une des églises les plus remarquables de Basse-Alsace.

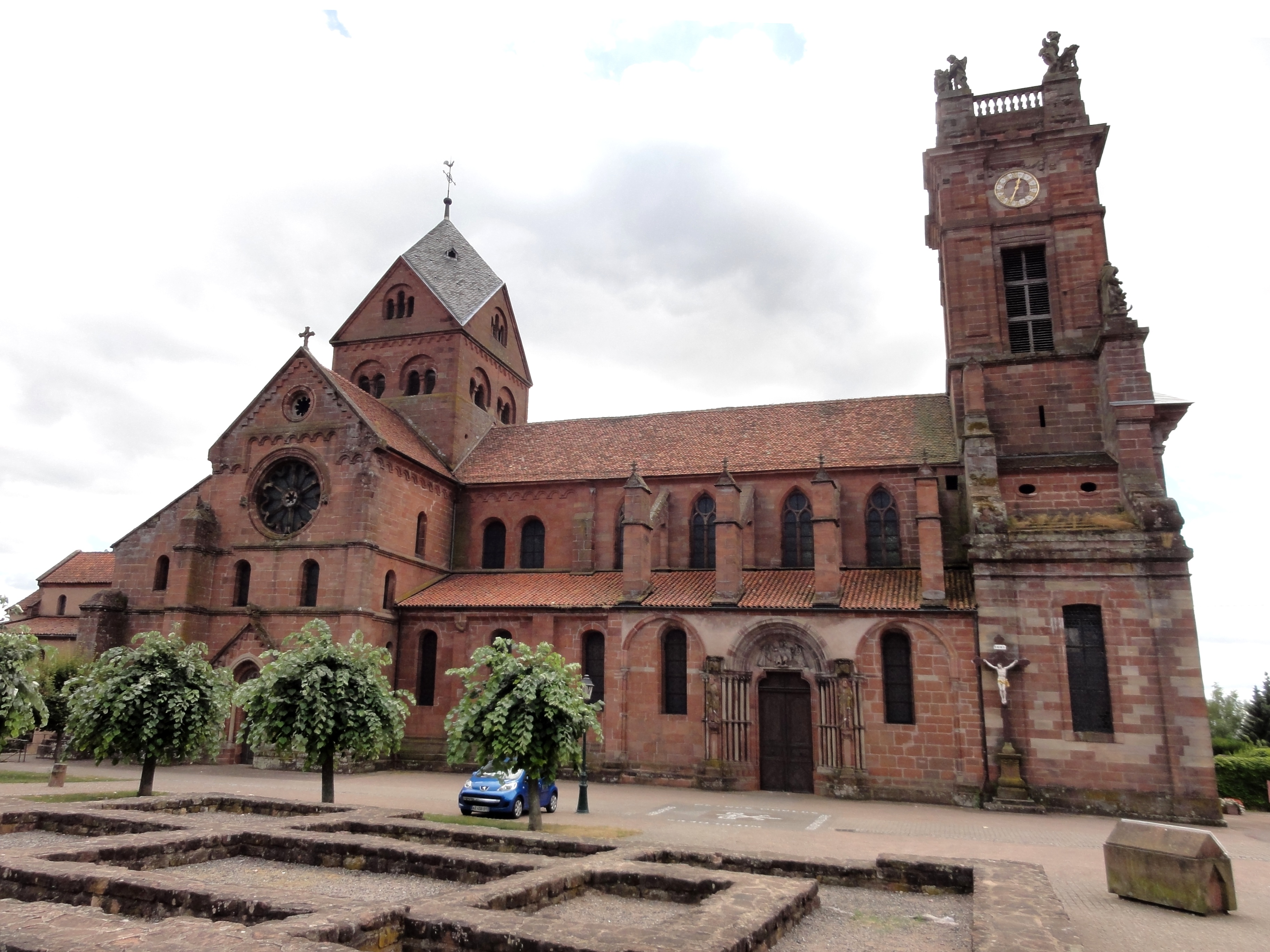
Vue latérale nord.
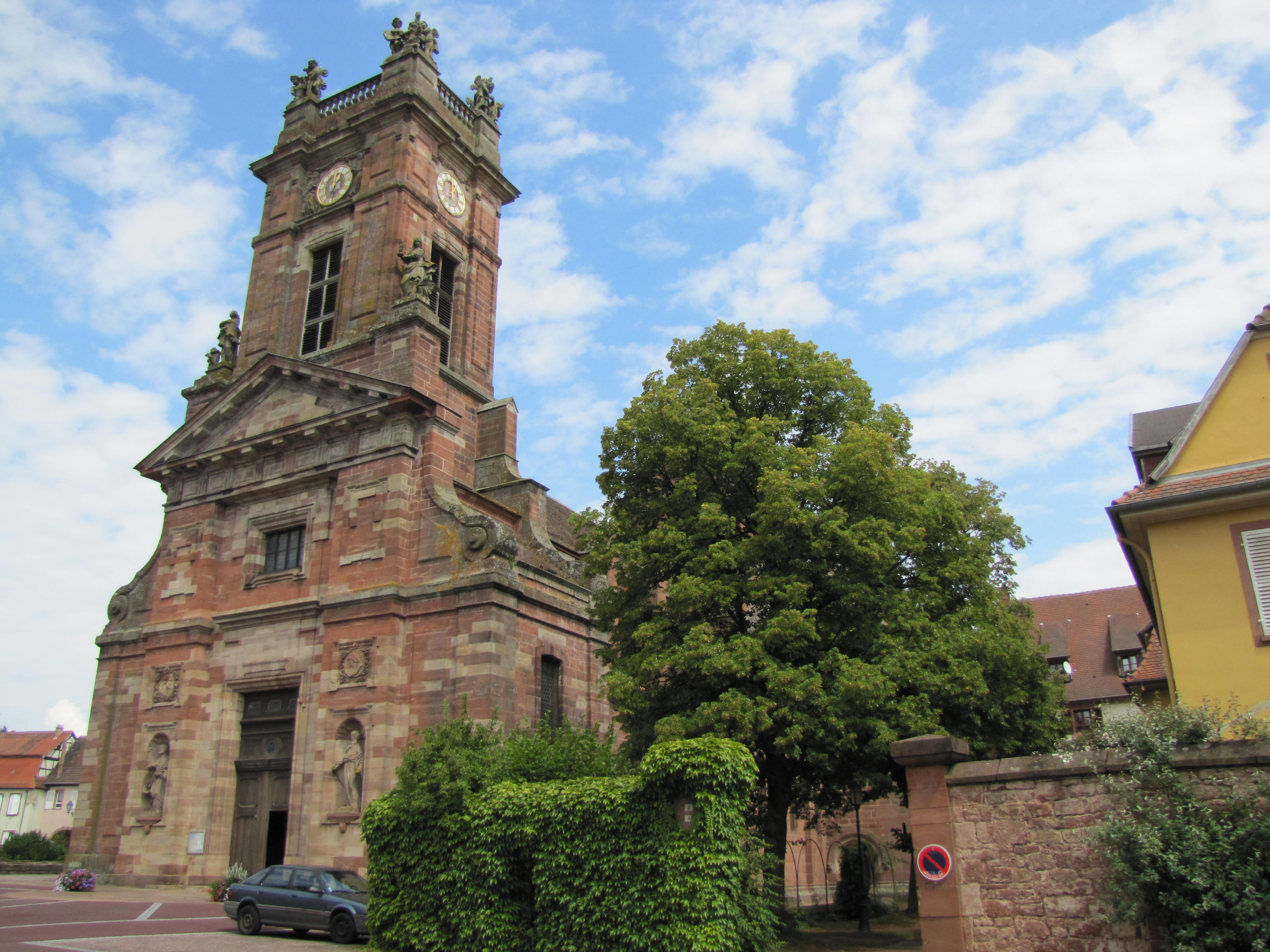
Façade occidentale néo-classique.
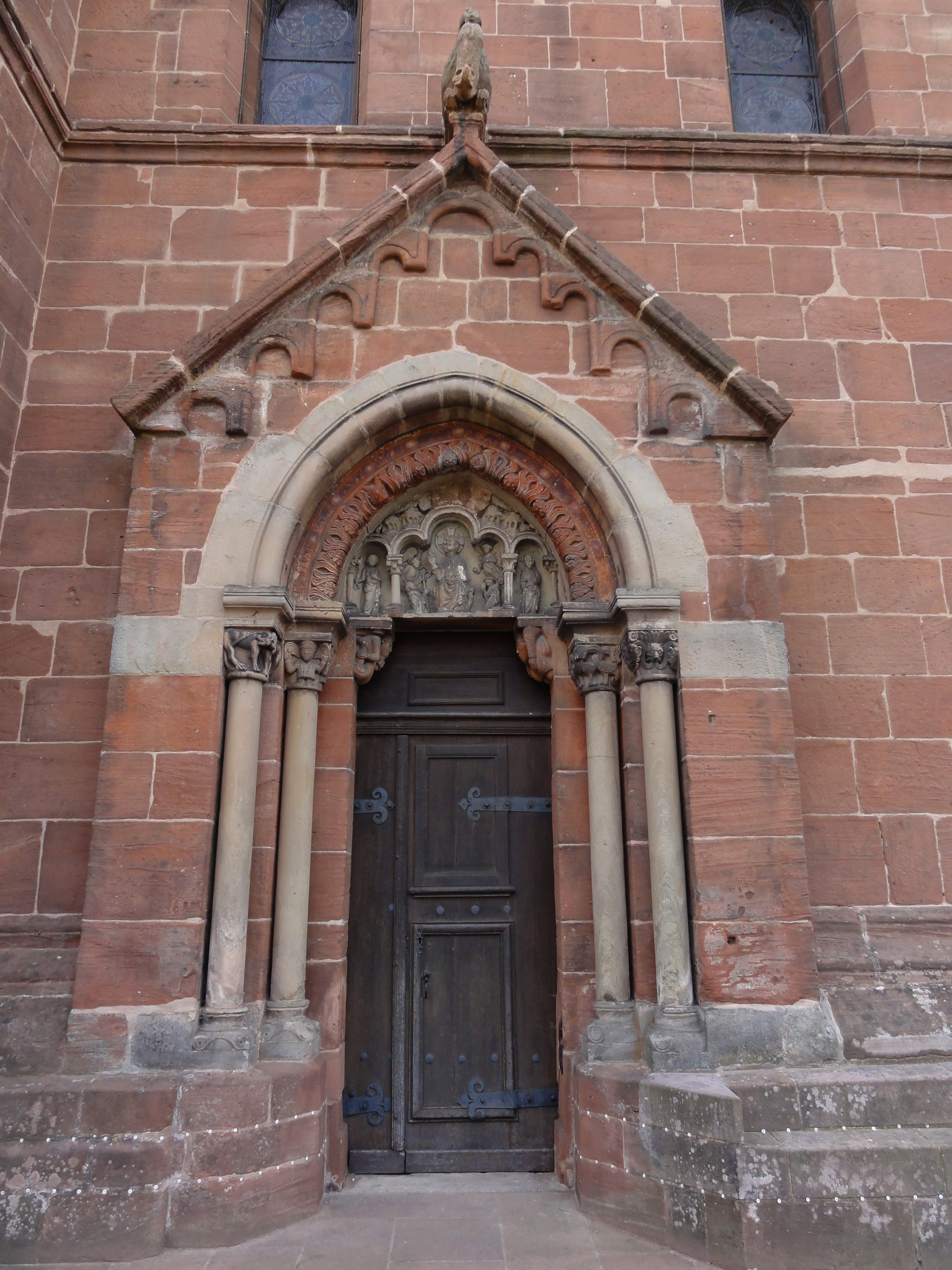
Portail transept nord (XIIe).
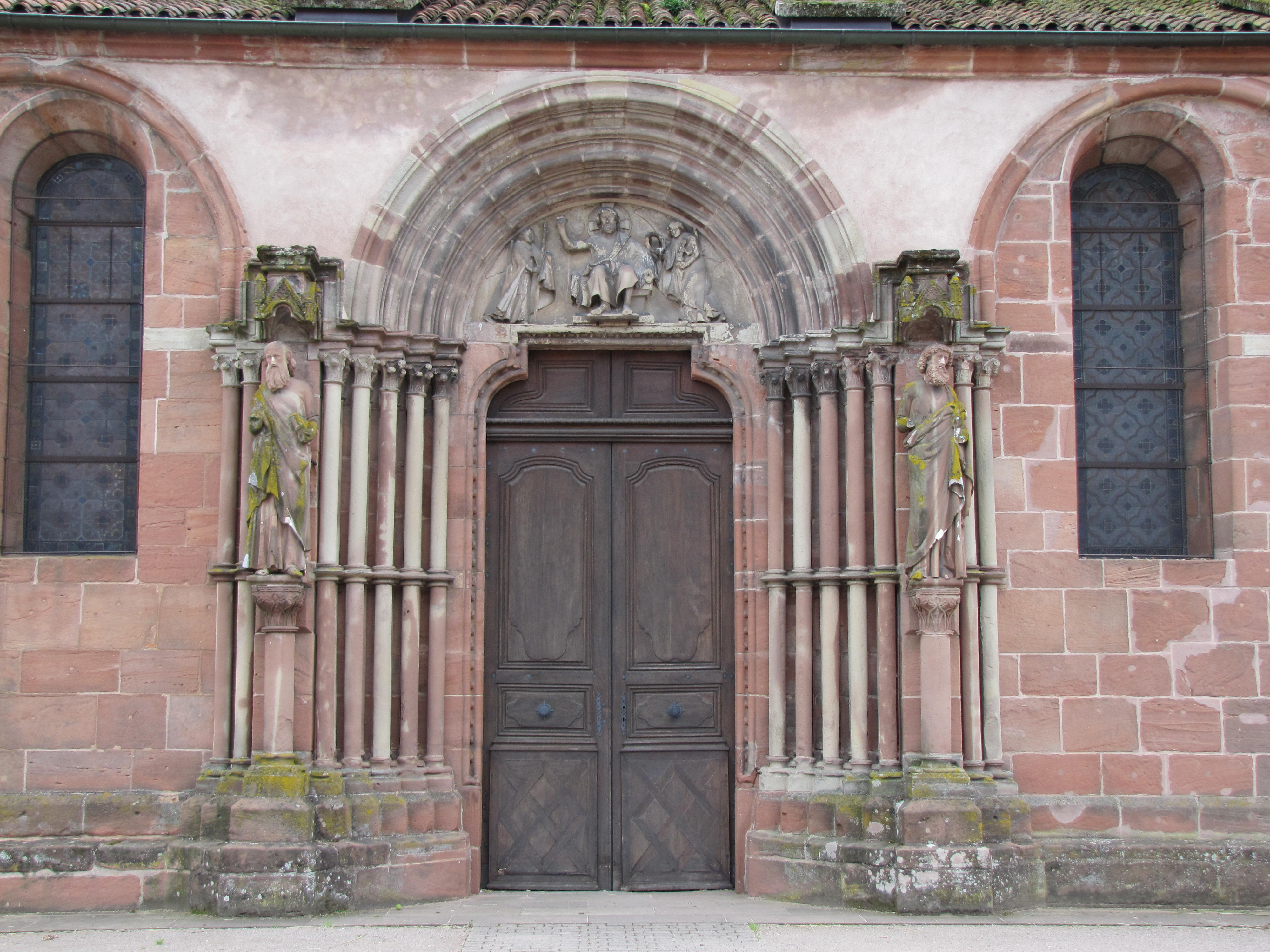
Portail nef nord dit « Porte des morts » (XIIIe).
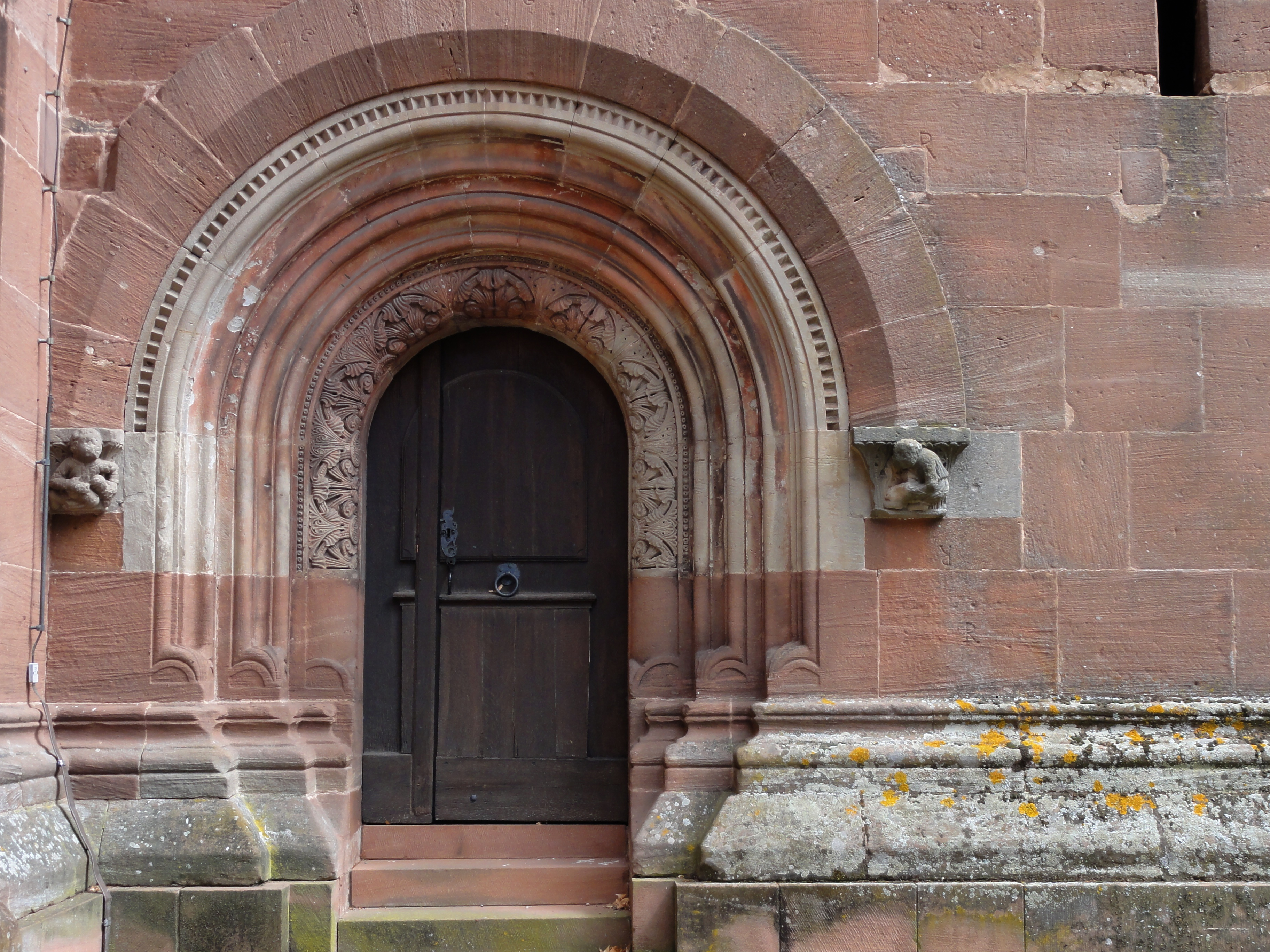
Portail (XIIe) du transept sud-ouest.

L'intérieur de l'église, dédiée à saint Pierre et à saint Paul, recèle de remarquables pièces de mobilier tels que le reliquaire de saint Adelphe, des fonts baptismaux du XIIe siècle, l'orgue Dupont du XVIIIe siècle ou encore des sculptures en bois du XVe siècle, achetées aux enchères en 1792 lors du démantèlement de l'abbaye de Sturzelbronn.

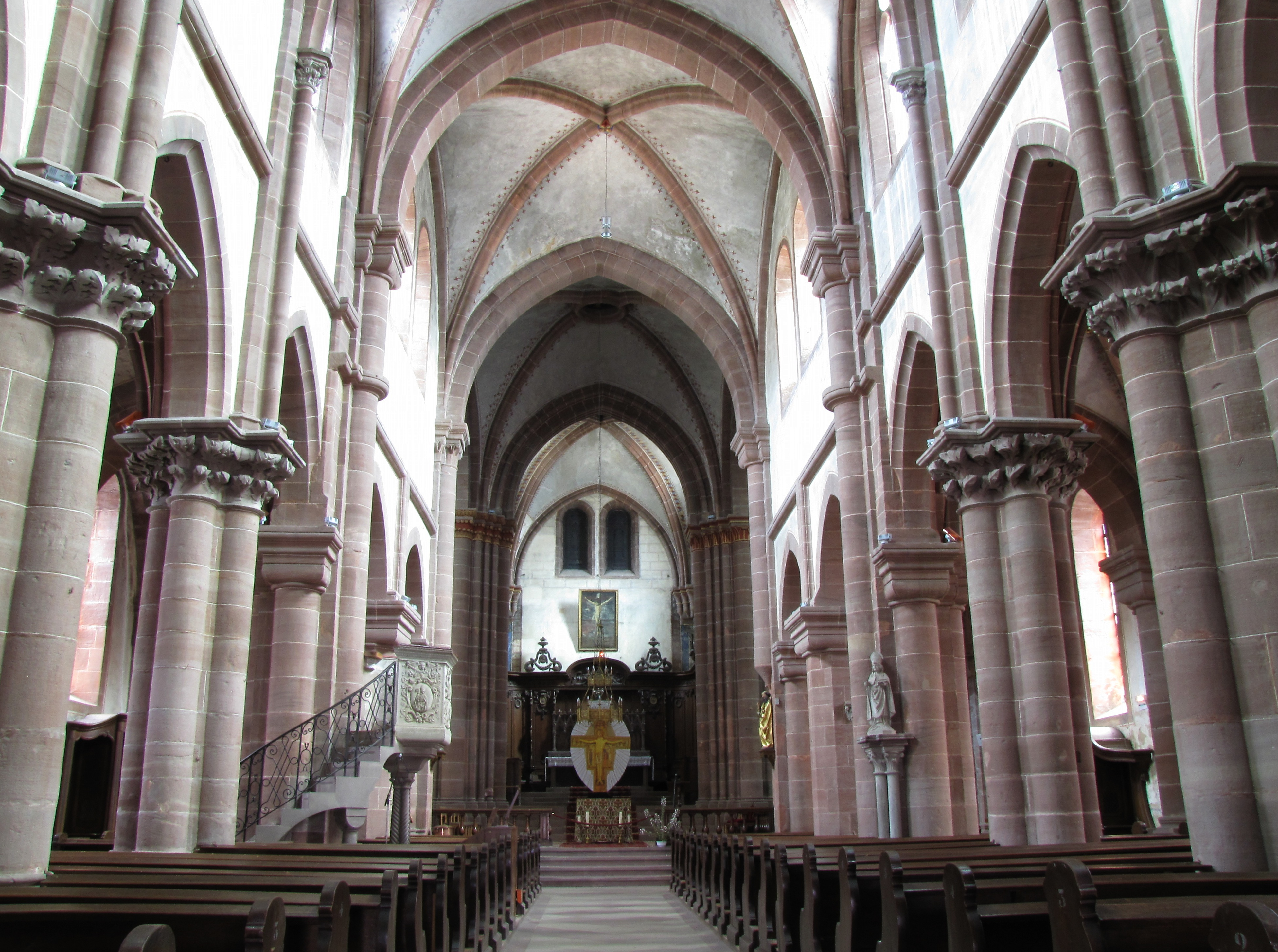
Vue intérieure de la nef vers le chœur, Travées gothiques (XIIIe) et travée-double romane (XIIe).
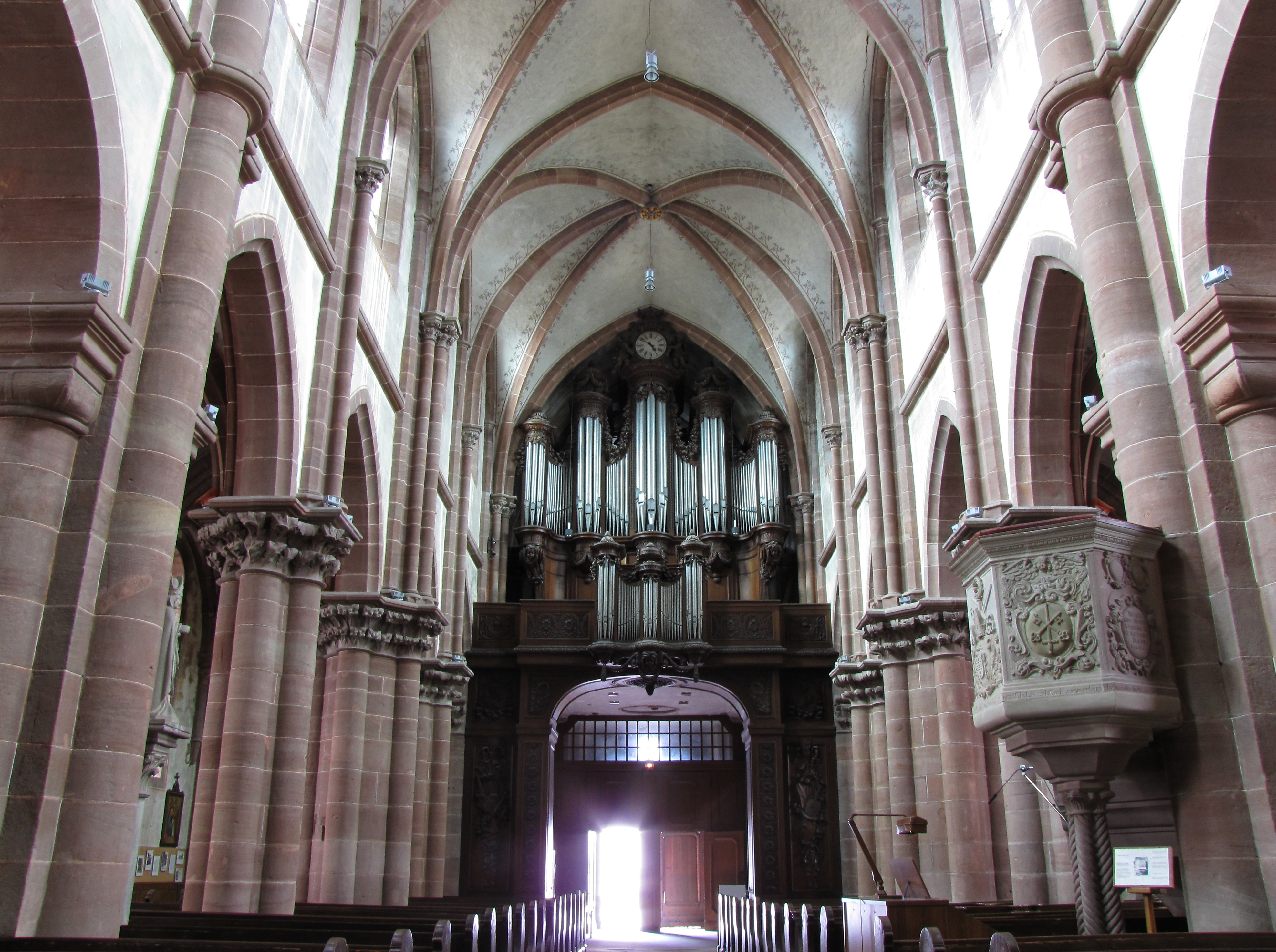
Nef avec chaire (1684) vers orgue de Nicolas Dupont (1772-1778).
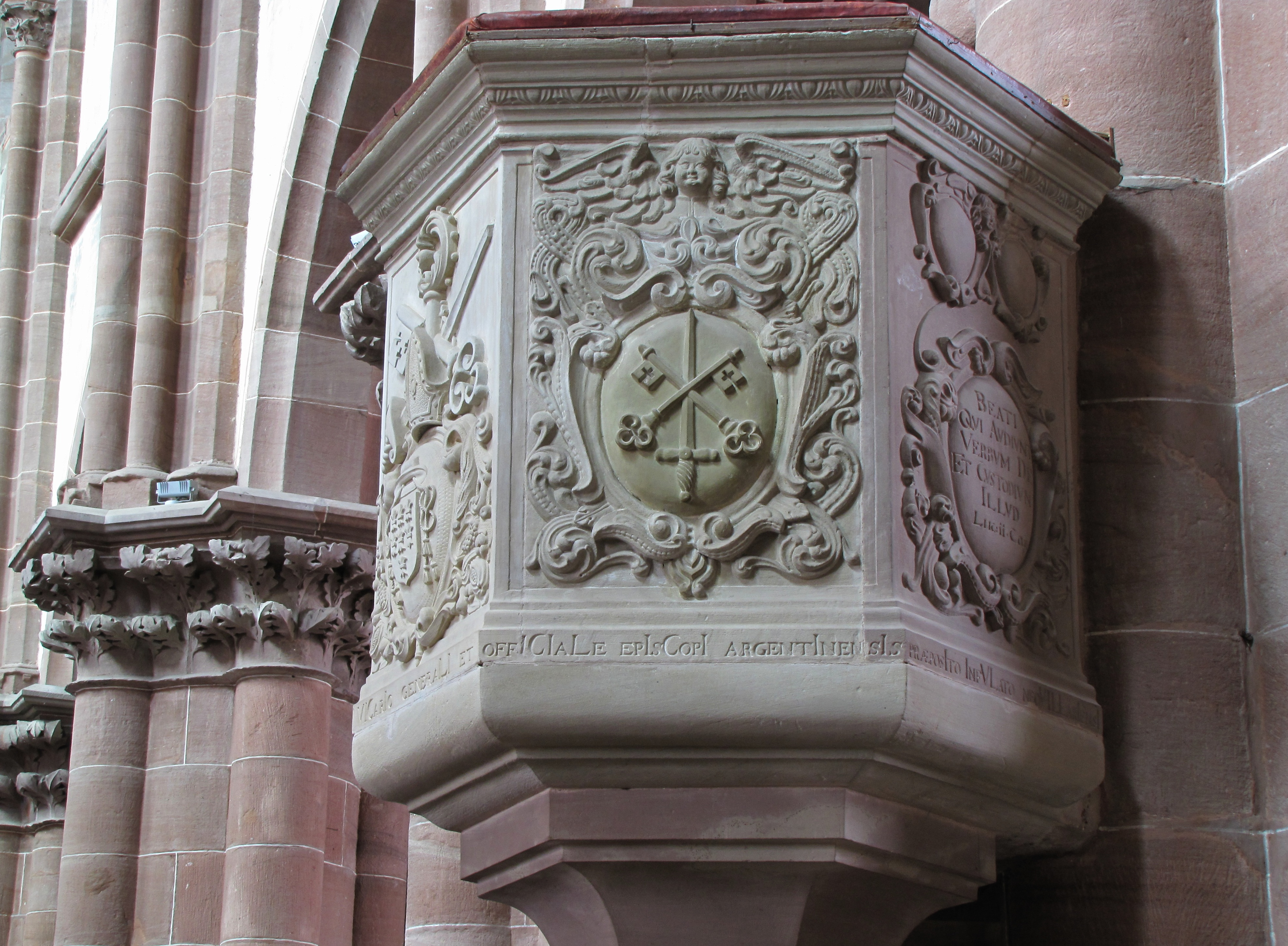
Chaire à prêcher (1684).
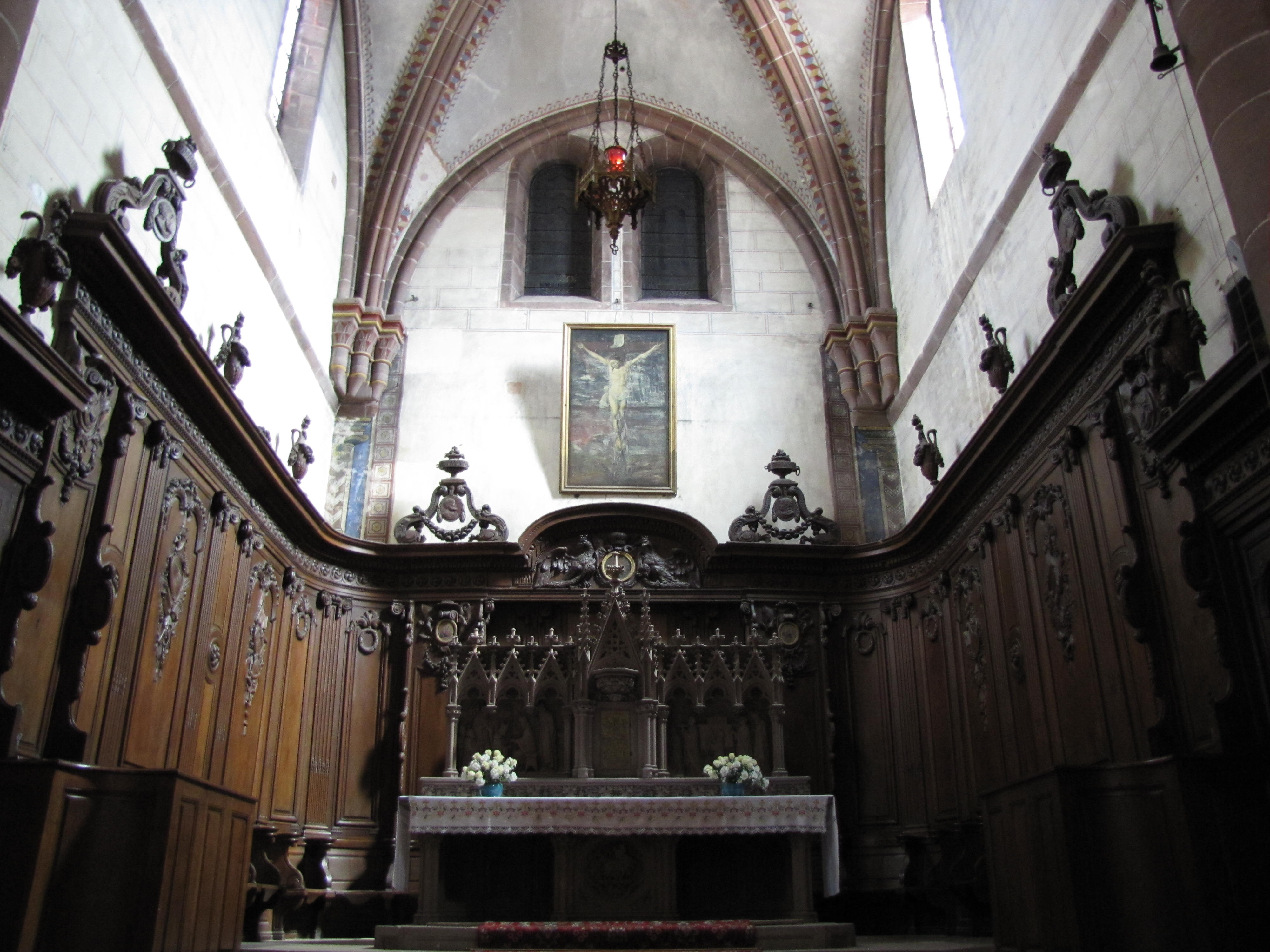
Chœur avec stalles (XVIIIe).
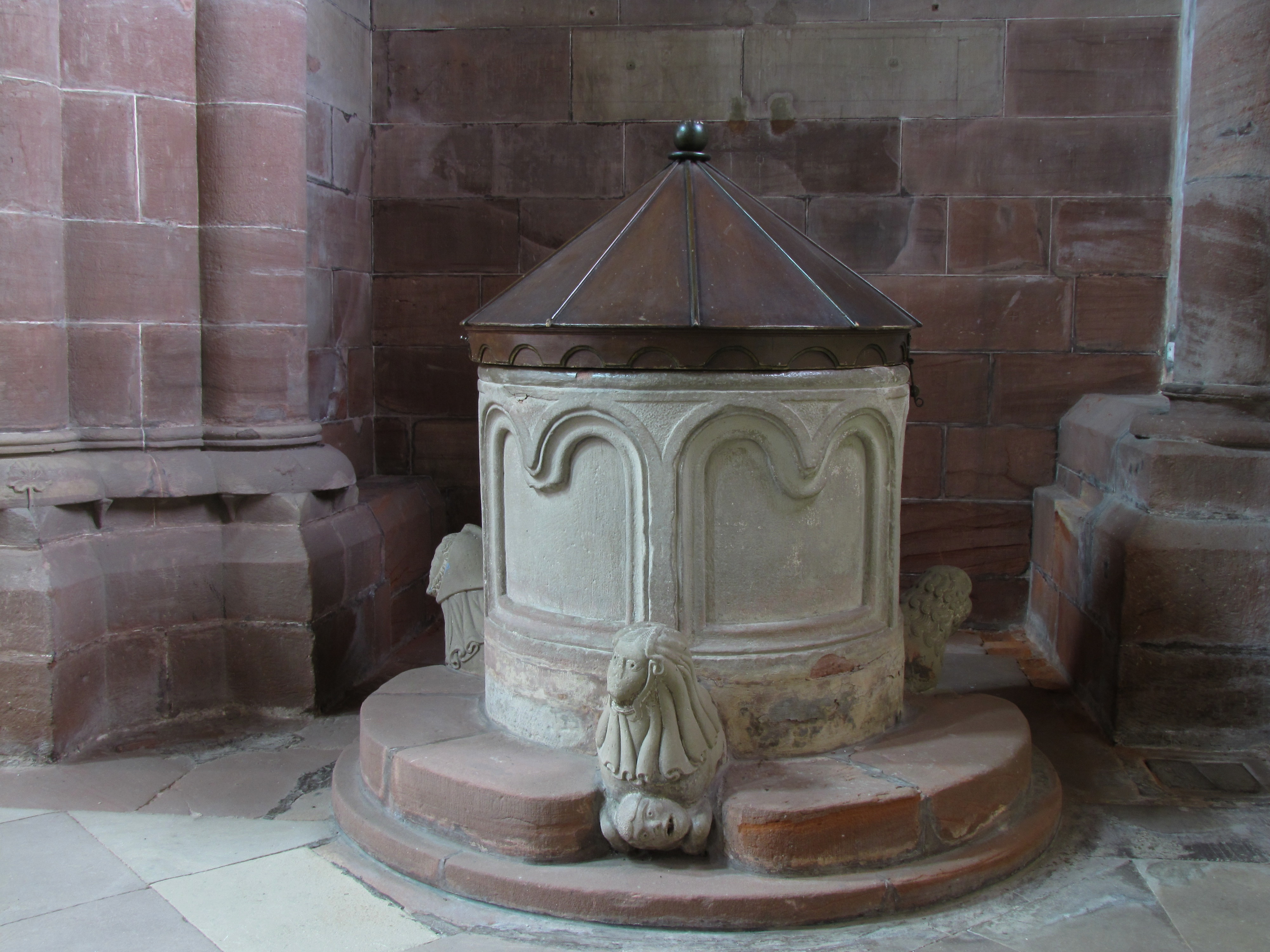
Fonts baptismaux (XIIe).
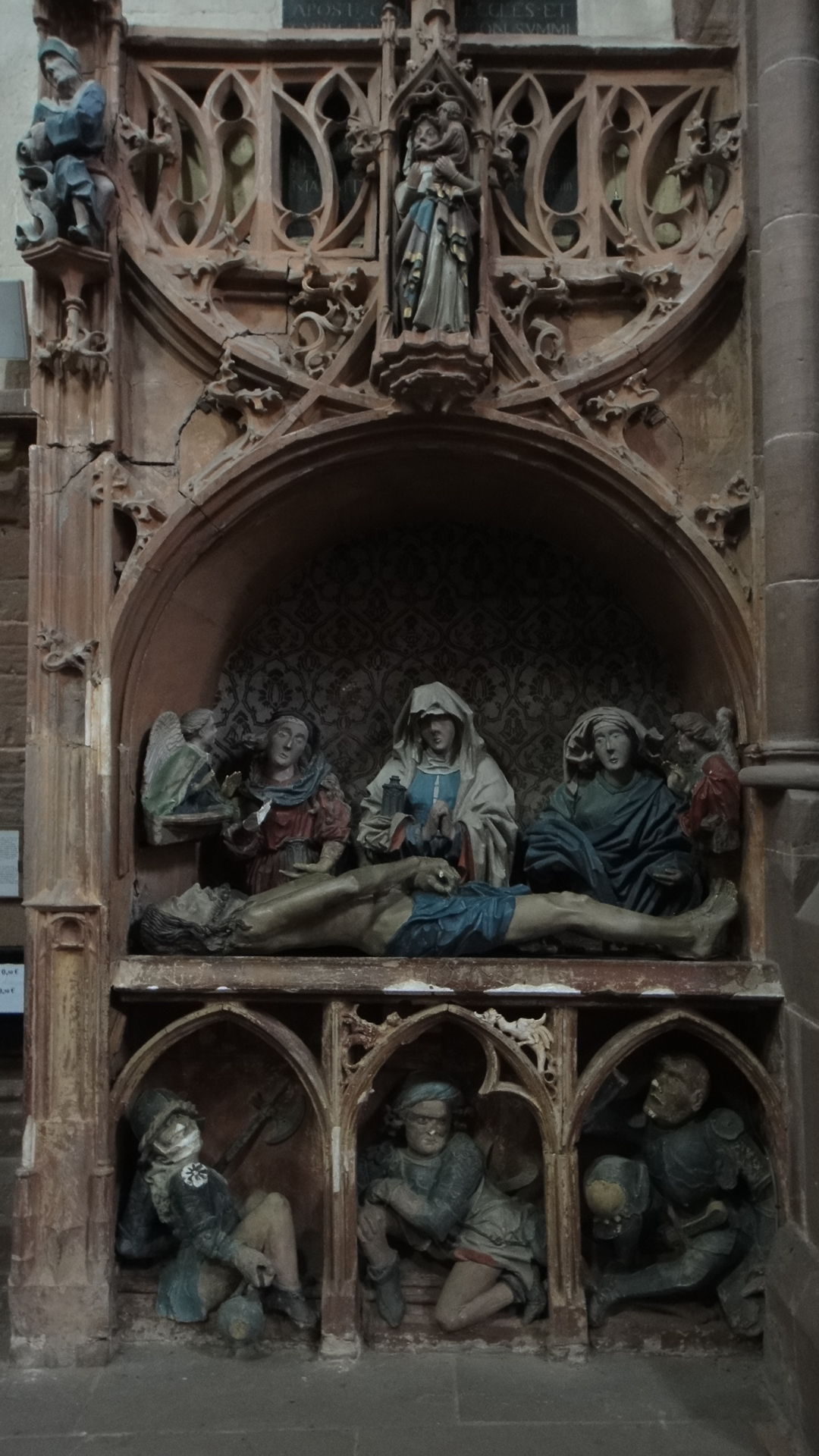
Saint Sépulcre (1478).
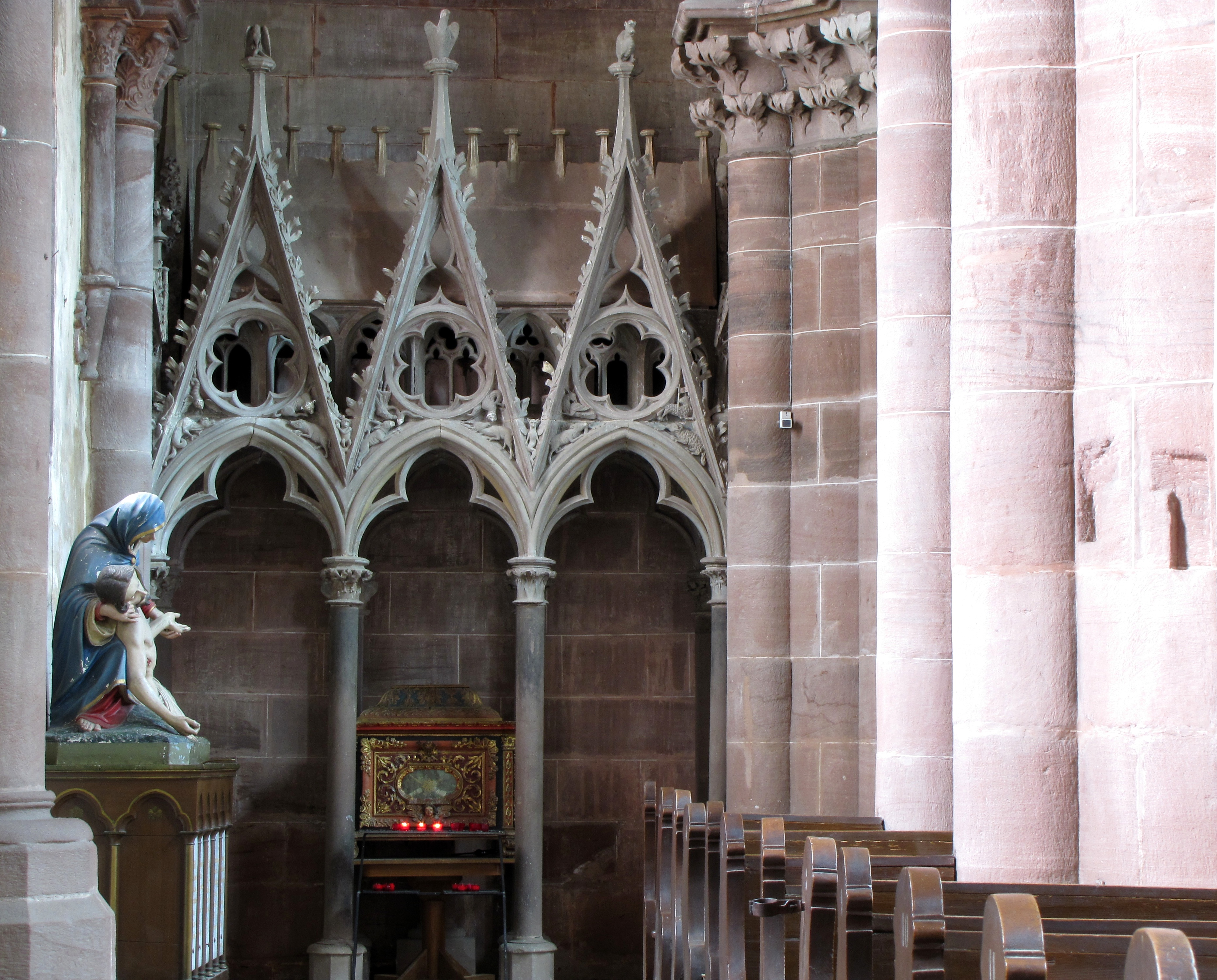
Reliquaire monumental gothique (XIIIe) et châsse-reliquaire en bois (XVIIe-XVIIIe).
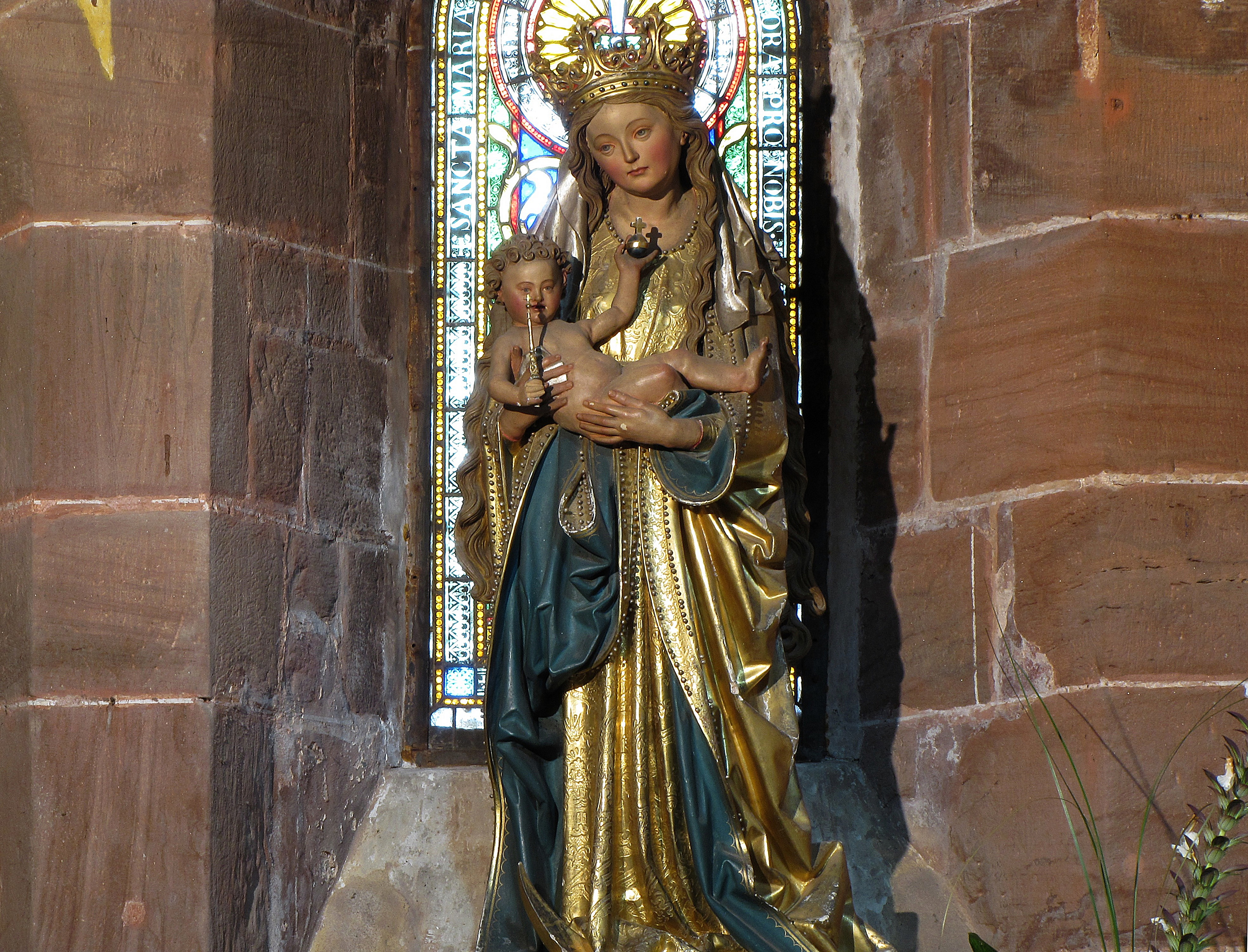
Vierge à l'Enfant (XVe).
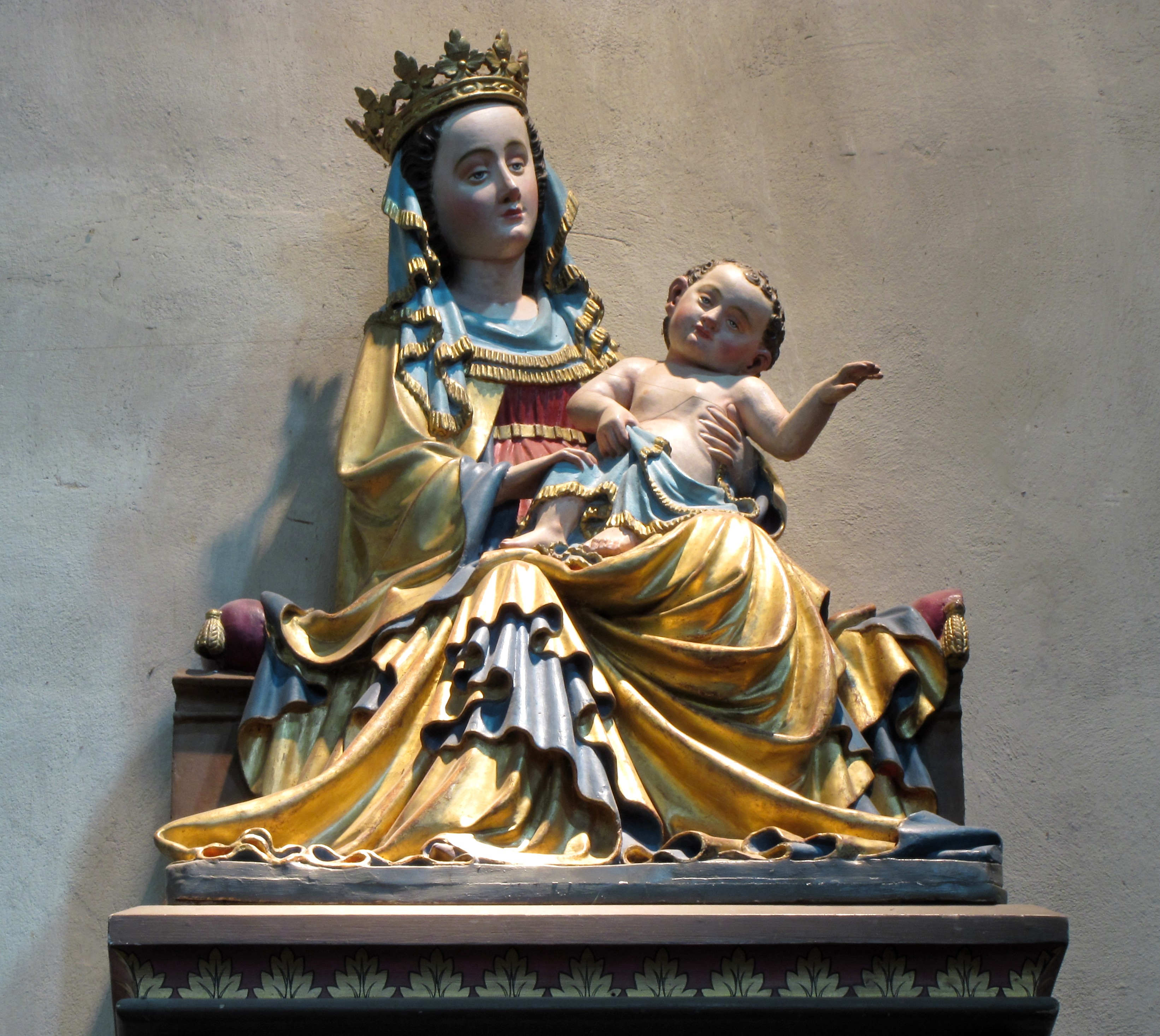
Vierge à l'Enfant (1430).

Cette église à clocher occidental est prolongée de deux chapelles superposées. Dans la chapelle Saint-Sébastien sont exposées de superbes tapisseries de la fin du XVe siècle, représentant la vie de saint Adelphe.

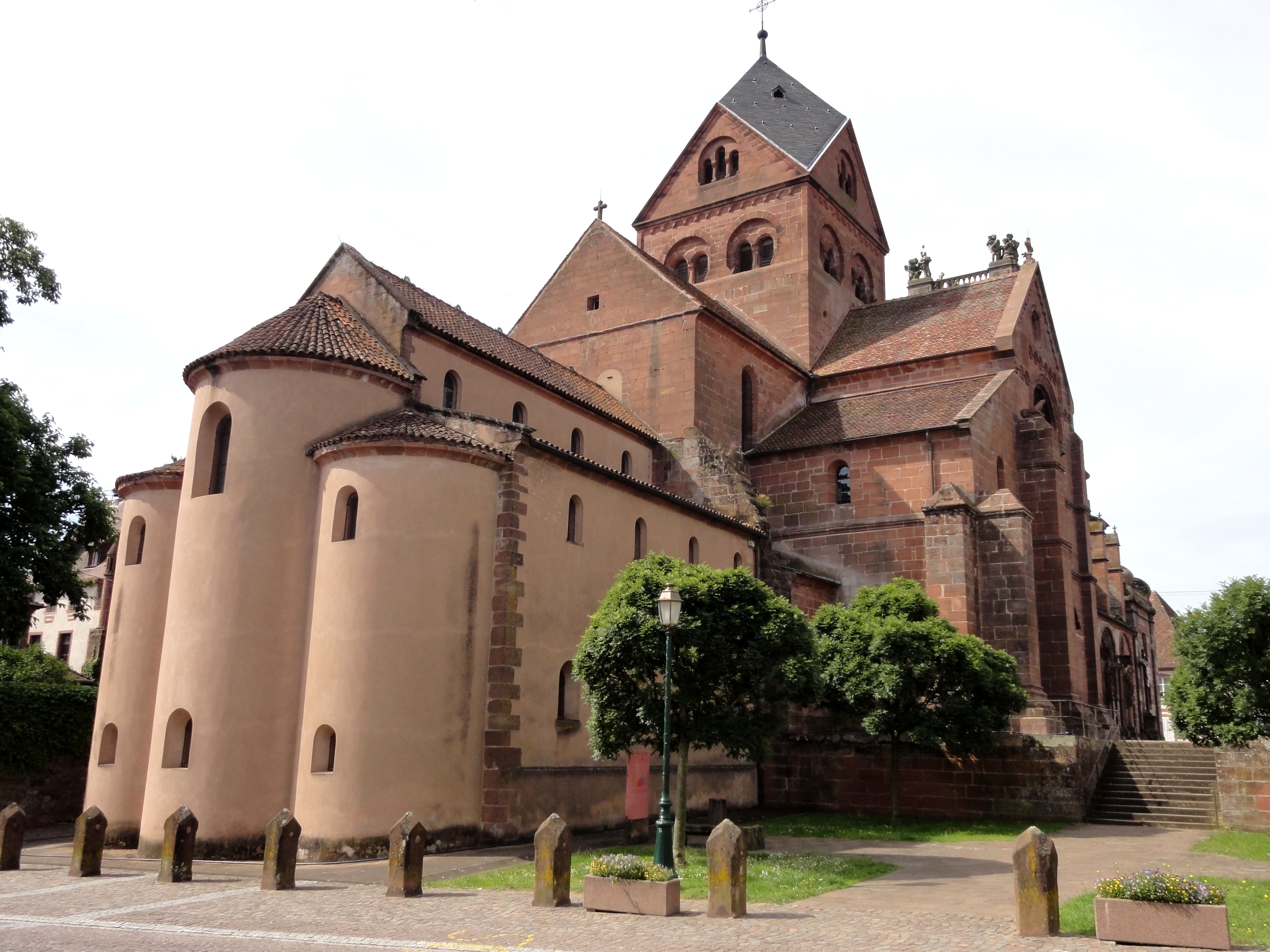
Abside romane sur deux niveaux.
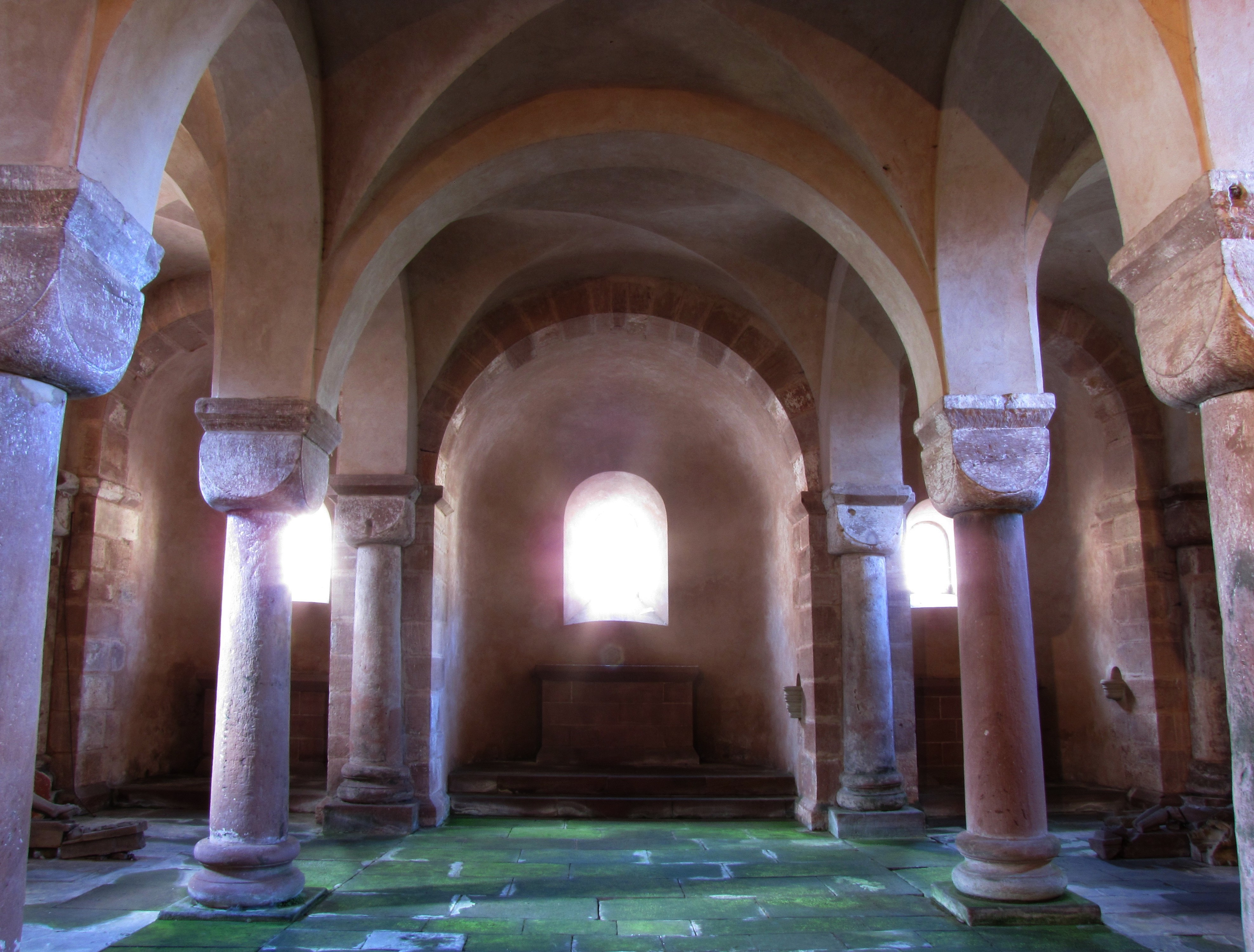
Vue intérieure de la chapelle Sainte-Catherine, chapelle inférieure du chevet (XIe).
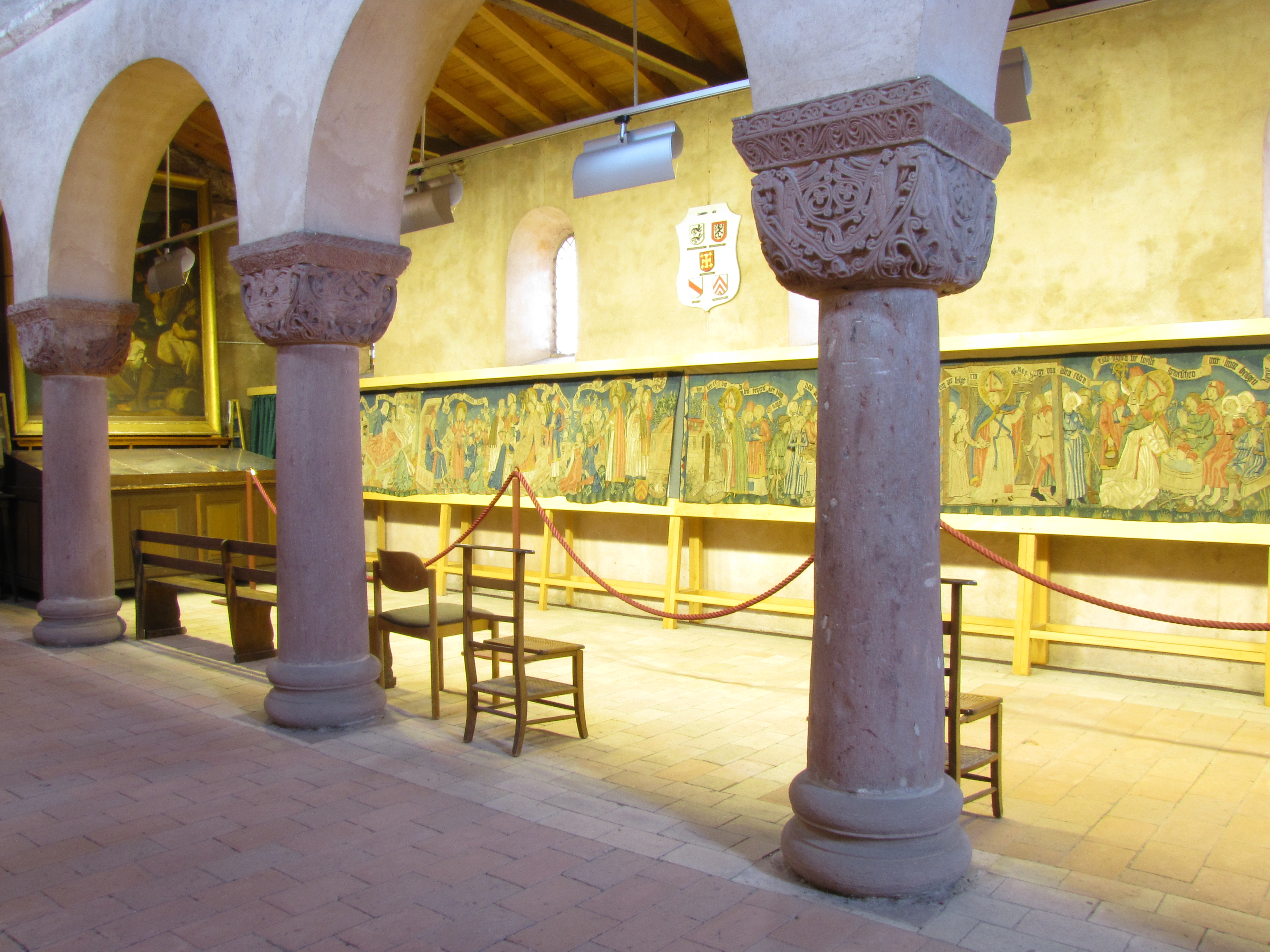
Chapelle romane haute du chevet (XIe).
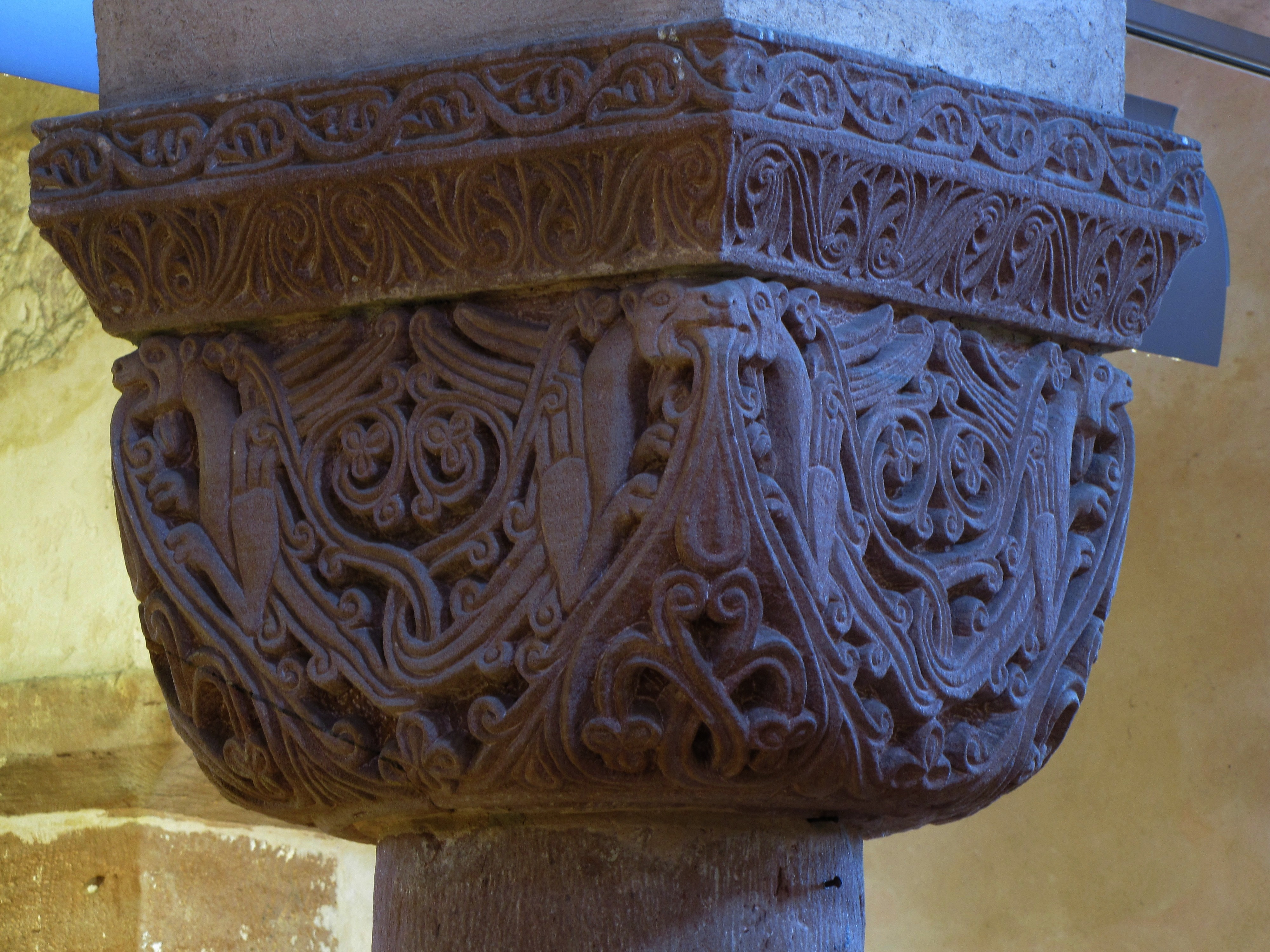
Chapiteau roman cubique sculpté de lions et de fleurs.
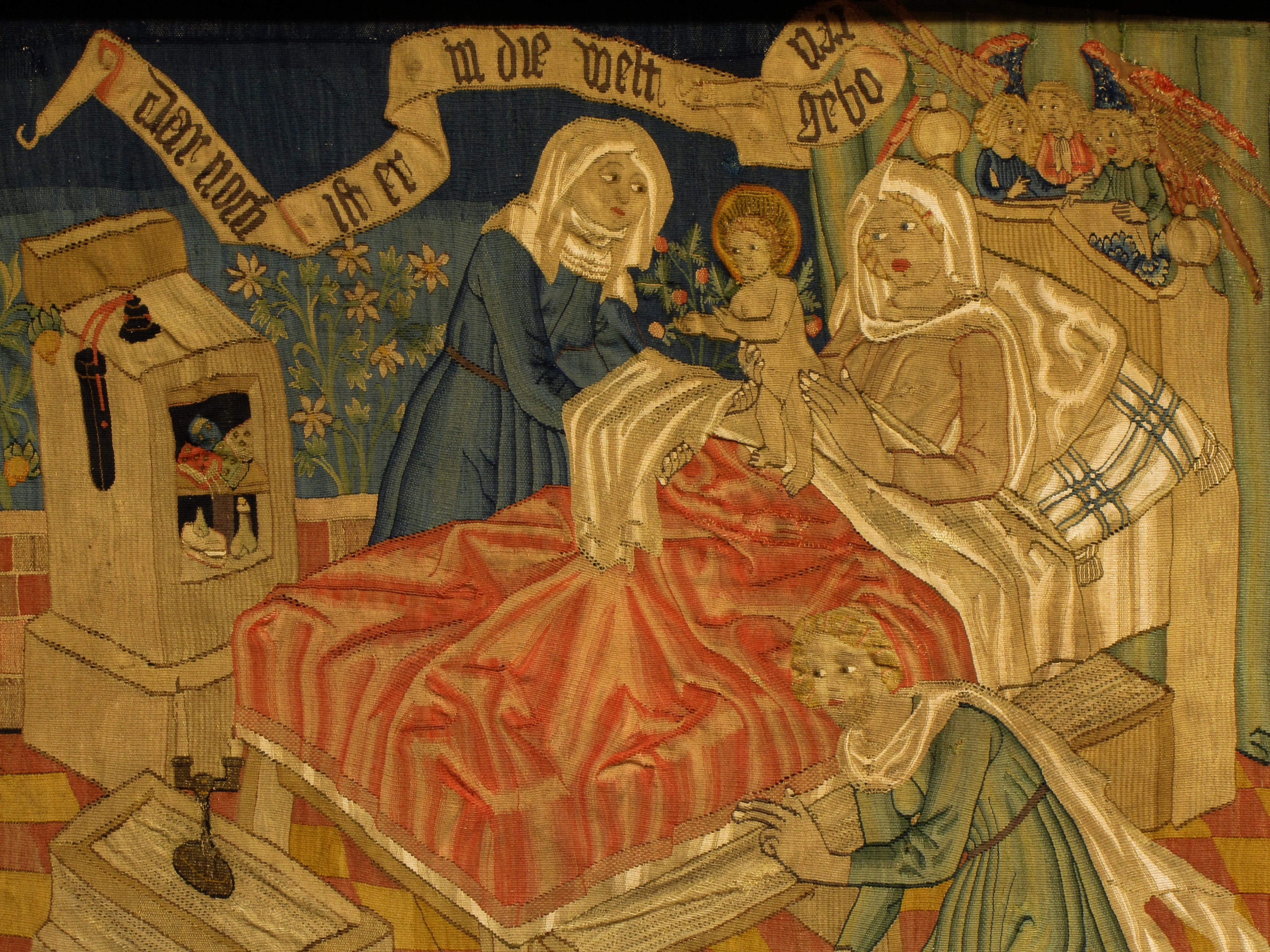
Tapisseries « Vie de Saint-Adelphe » (XVe) : sa naissance.
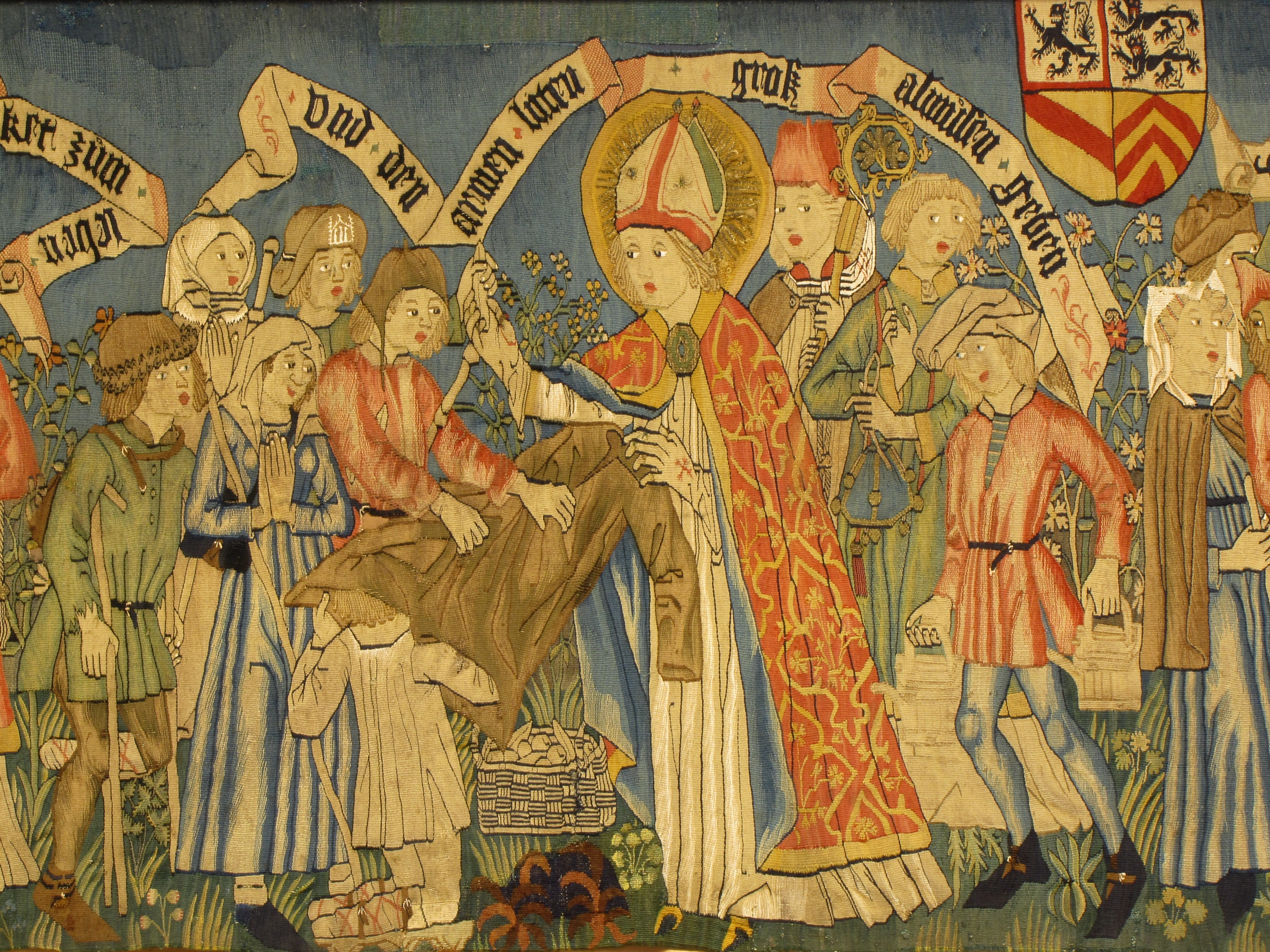
Tapisseries « Vie de Saint-Adelphe » (XVe) : il habille les pauvres.
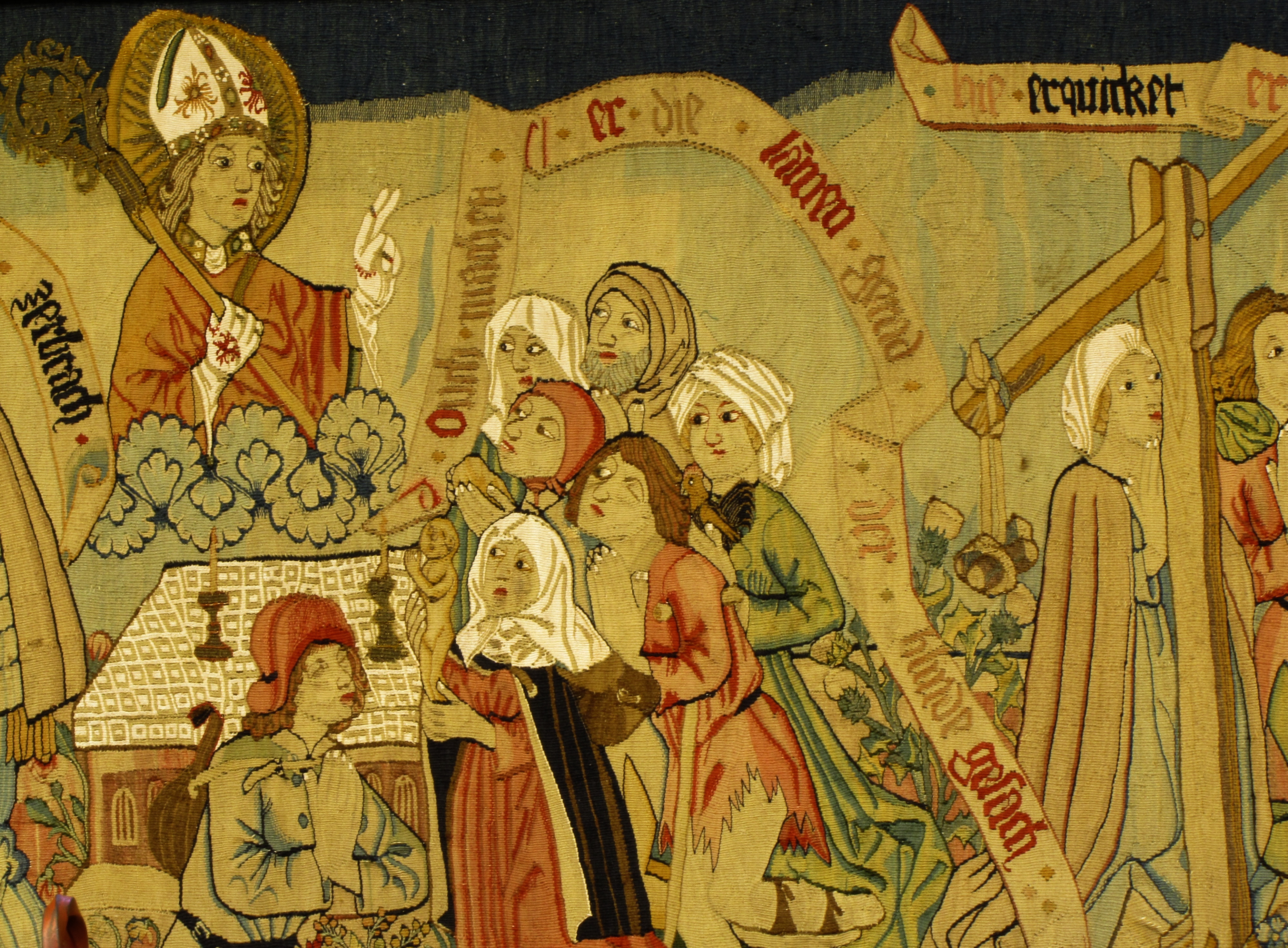
Tapisseries « Vie post-mortem de Saint-Adelphe » (XVe) : les pèlerins arrivent.